# Dorfkirche Schützberg
Die denkmalgeschützte Dorfkirche Schützberg wurde um 1300 errichtet. Sie befindet sich in Schützberg, einem Stadtteil der Stadt Jessen im Landkreis Wittenberg in Sachsen-Anhalt. 

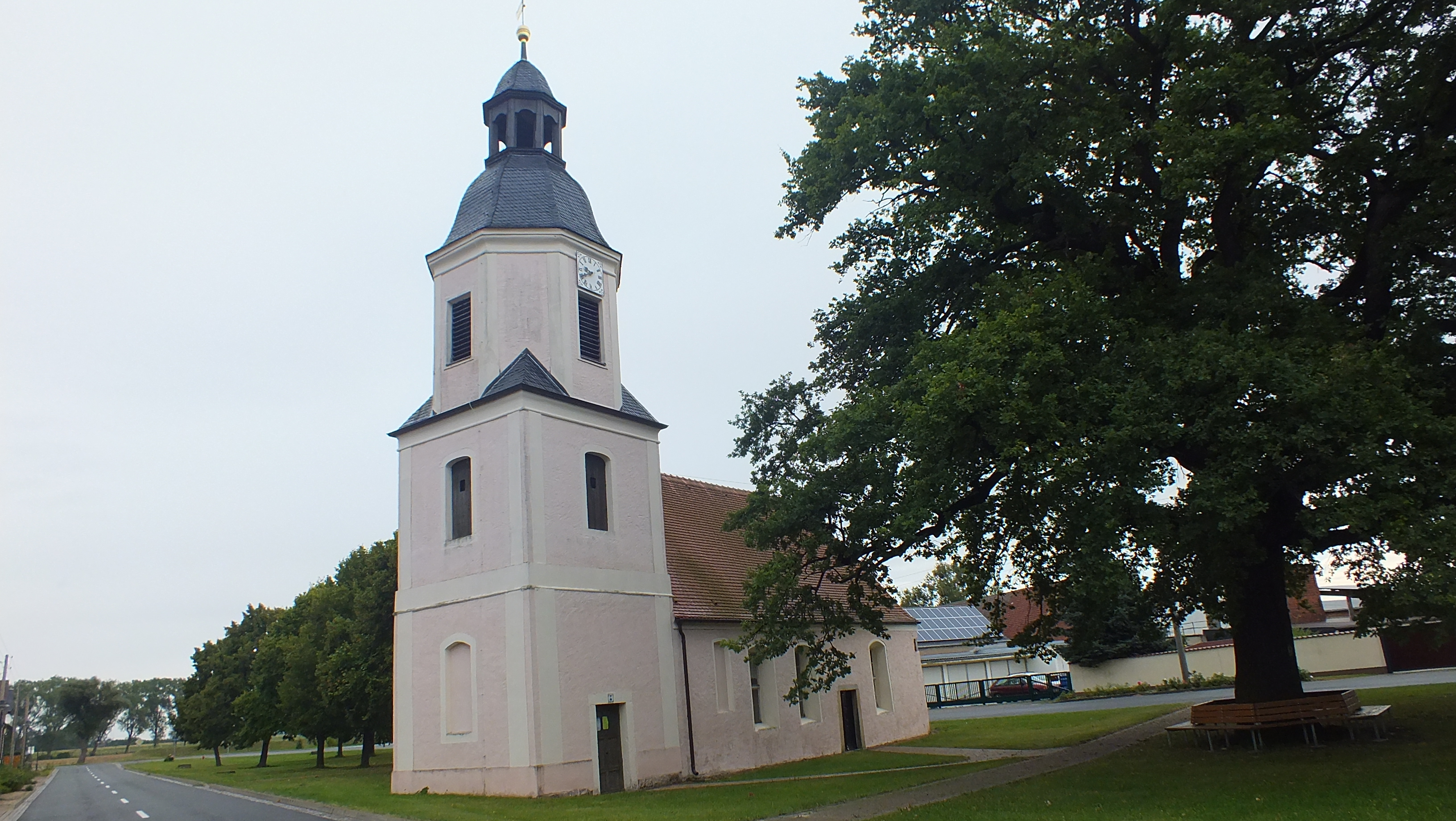
Die Kirche in Schützberg

## Beschreibung

### Gebäude
Der Saal der Kirche wurde aus Backsteinen sowie teilweise aus Raseneisensteinen errichtet. Sie hat einen an der Westseite befindlichen quadratischen Turm, welcher um das Jahr 1700 gebaut wurde. Dieser ist leicht aus der Ost-West-Achse in Richtung Süden versetzt. Der Turm verfügt über einen Turmaufsatz mit Schweifhaube und Laterne. In der Zeit der Errichtung des Kirchturmes erfolgte auch eine barocke Überformung des gesamten Bauwerks. Von den in der Ostwand der Kirche befindlichen drei Fenstern ist lediglich das mittlere im Originalzustand belassen worden. Die Fenster an der Südseite sind teilweise vermauert, oder barock umgeformt worden. An der Südostecke der Kirche ist eine barocke Sonnenuhr angebracht. Diese wurde in den 1990er Jahren restauriert.

### Innenraum und Ausstattung
Die Empore der Kirche ist in Hufeisenform ausgeführt und stammt aus der Zeit um 1700. Die im Ostteil befindlichen Reste von frühgotischen Wandmalereien stammen aus der Zeit der Errichtung der Kirche. Sie zeigen in drei verschiedenen Zonen Darstellungen des Lebens von Jesus sowie Bildnisse von Heiligen und Propheten. Eine Sakramentsnische mit einer Gittertür befindet sich ebenfalls in der Ostwand. Die kelchförmige, manieristische Taufe der Kirche wurde 1611 aus Sandstein angefertigt. Die Kuppa der Taufe ist sechseckig und wurde mit Sprüchen verziert.